# Heterocampa athereo
Heterocampa athereo är en fjärilsart som beskrevs av Harris 1869. Heterocampa athereo ingår i släktet Heterocampa och familjen tandspinnare. Inga underarter finns listade i Catalogue of Life.